# 九龍巴士B1線 (第一代)
九龍巴士B1線是香港一條已停辦的循環巴士路線，來往太子地鐵站及尖沙咀碼頭，因該線主要途經彌敦道及主要服務在彌敦道沿線購物的乘客而被稱為「彌敦購物線」。該線的正價收費為$6，優惠價為$3.7；但直至本路線取消時，九巴一直只收取優惠價$3.7。

## 歷史
- 1994年12月15日：路線開辦
- 2003年1月1日：路線取消

## 客流及客量
本線主要客源為在彌敦道沿線的購物的乘客（和203一樣），紓緩1、2、6、6A、9 等路線客量的沉重負擔。

## 路線取消
一直實行「保鐵政策」的運輸署於2002年勒令該線取消而引起民間團體的不滿，原因是減少彌敦道的行車數量，但相信其主要原因為避免與鐵路重疊。

## 行車路線
彌敦道 - 梳士巴利道 - 彌敦道 - 亞皆老街 - 洗衣街

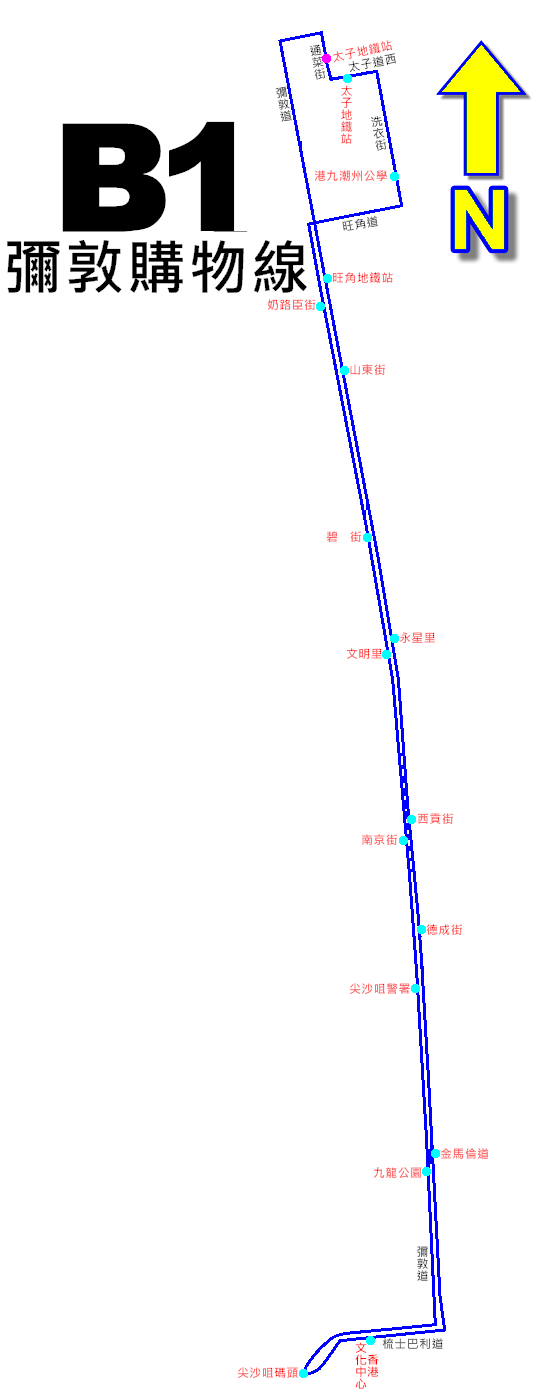
此線取消前的走線圖